# Philomedes (Philomedes) lilljeborgi
Philomedes (Philomedes) lilljeborgi is een mosselkreeftjessoort uit de familie van de Philomedidae. De wetenschappelijke naam van de soort is voor het eerst geldig gepubliceerd in 1866 door Sars.